# Komitee für Nichteinmischung in die Angelegenheiten Spaniens
Das Komitee für Nichteinmischung in die Angelegenheiten Spaniens war ein von Frankreichs Präsidenten Albert Lebrun einberufener transnationaler Ausschuss während des Spanischen Bürgerkrieges 1936–1939, der die europäischen Großmächte von einem Eingreifen in den Bürgerkrieg abzuhalten versuchte. Der Ausschuss, dem Vertreter aus Frankreich, England, dem Deutschen Reich, der Sowjetunion, Italien und 22 weiteren Staaten angehörten, trat am 9. September 1936 in London zu seiner ersten Sitzung zusammen. Er war Teil der Appeasement-Politik gegenüber Hitler und Mussolini.
Das Ziel des Nichteinmischungskomitees war es, einen Krieg dadurch zu verhindern, dass sich alle großen Nationen dagegen positionieren. Des Weiteren wollten westliche Staaten verhindern, dass sich viele Freiwillige den Internationalen Brigaden anschließen. Die Sowjetunion unter Stalin, welche Waffen an Teile des republikanischen Spaniens lieferte, saß ebenfalls in dem Nichteinmischungskomitee. Auch das Deutsche Reich, unter Adolf Hitler, und Italien, unter der faschistischen Diktatur von Benito Mussolini, gehörten dem Komitee an, obwohl Deutschland, mit der Legion Condor (die unter anderem die baskische Stadt Guernica bombardierte) aktiv am Spanischen Bürgerkrieg beteiligt war, und Italien, mit dem Corpo Truppe Volontarie ebenfalls Truppen zur Unterstützung des Franquismus entsandte.
Zum Zeitpunkt der ersten Sitzung bombardierten deutsche und italienische Flugzeuge bereits Madrid. Mit ihrer Nichteinmischungspolitik wurde die Machtergreifung Francos von den europäischen Mächten zumindest bewusst in Kauf genommen. Sechs Wochen nach dieser Sitzung, am 28. Oktober 1936, griffen sowjetische Panzer und Flugzeuge erstmals in die Kämpfe um Madrid ein.
Der Nichteinmischungsausschuss tagte ausdauernd, ergebnislos und erfolglos. Ein Jahr nach Beginn des spanischen Bürgerkrieges wurde ein Plan zur internationalen Kontrolle des Konfliktes vorgelegt, nach weiteren sechzehn Monaten erörterte Léon Blum in seiner Zeitung Le Populaire die Frage, ob der Plan angewandt werden solle.
Am 28. Oktober 1936 erklärte der sowjetische Botschafter Iwan Michailowitsch Maiski in London, zugleich Repräsentant in dem Nichteinmischungskomitee, sein Land fühle sich durch das Abkommen nicht stärker gebunden als Deutschland, Italien und Portugal. Des Weiteren bemerkte am 27. November 1936 der italienische Botschafter in Paris zu seinem amerikanischen Kollegen Bullitt, dass Italien Franco weiter unterstützen werde, selbst wenn Russland die Republik fallen ließe, denn Francos Kräfte seien nicht ausreichend, um ganz Spanien zu erobern.
Das Nichteinmischungskomitee schwächte die republikanischen Kämpfe gegen den Franquismus. Auf Druck des Komitees wurden im September 1938 die Internationalen Brigaden abgezogen. Die Legion Condor und das Corpo Truppe Volontarie blieben jedoch in Spanien; dies kam einem Todesstoß gleich.
In seiner dreißigsten Sitzung am 19. Mai 1939 stellte der Ausschuss fest, dass die Feindseligkeiten beendet und der Bürgerkrieg entschieden war. Er stellte fest, dass er nichts zu tun habe, und löste sich auf.